# Begonia sect. Gireoudia
Begonia secc. Gireoudia es una sección del género Begonia, perteneciente a la familia de las begoniáceas, a la cual pertenecen las siguientes especies:

## Especies
| - Begonia barkeri - Begonia bettinae - Begonia bowerae - Begonia breedlovei - Begonia broussonetiifolia - Begonia buseyi - Begonia cardiocarpa - Begonia carolineifolia - Begonia carrieae - Begonia chiapensis - Begonia chivatoa - Begonia conchifolia - Begonia corredorana - Begonia corzoensis - Begonia crassicaulis - Begonia cristobalensis - Begonia croatii - Begonia dressleri - Begonia euryphylla - Begonia fonsecae - Begonia fusca - Begonia garagarana - Begonia heracleifolia - Begonia hispidivillosa - Begonia huberti - Begonia hydrocotylifolia - Begonia involucrata | - Begonia jaliscana - Begonia karwinskyana - Begonia kellermanii - Begonia kenworthyae - Begonia knoopii - Begonia kortsiae - Begonia lindleyana - Begonia louis-williamsii - Begonia lyman-smithii - Begonia manicata - Begonia mariti - Begonia mazae - Begonia morii - Begonia mucronistipula - Begonia multinervia - Begonia multistaminea - Begonia nelumbiifolia - Begonia peltata - Begonia philodendroides - Begonia pinetorum - Begonia plantaginea - Begonia plebeja - Begonia polygonata - Begonia pringlei - Begonia pruinata - Begonia pudica - Begonia quaternata | - Begonia rafael-torresii - Begonia rhizocaulis - Begonia roseibractea - Begonia sartorii - Begonia sericoneura - Begonia setulosa - Begonia sousae - Begonia sparsipila - Begonia squarrosa - Begonia stigmosa - Begonia strigillosa - Begonia tacanana - Begonia thiemei - Begonia urophylla - Begonia vestita - Begonia xilitlensis - Begonia × erythrophylla - Begonia × fuscomaculata - Begonia × heracleicotyle - Begonia × ricinifolia |